# Bill Mulliken
William Danforth Mulliken (ur. 27 sierpnia 1939 w Urbanie, zm. 17 lipca 2014 w Chicago) – amerykański pływak specjalizujący się w stylu klasycznym, mistrz olimpijski (1960).
W 1959 roku Mulliken zwyciężył na dystansie 200 m stylem klasycznym podczas igrzysk panamerykańskich w Chicago.
Rok później, na igrzyskach olimpijskich w Rzymie stał się pierwszym od 36 lat Amerykaninem, który zdobył złoty medal w konkurencji 200 m żabką.
W 1984 roku został wprowadzony do International Swimming Hall of Fame.